# 社会党 (立陶宛)
社会党（缩写为SP），正式名称为社会运动“社会党”（Visuomeninis Judėjimas „Socialistų partija“），是立陶宛的一个未注册的共产主义政党（对外仅自称民主社会主义政党），于2018年10月21日成立，分裂自社会主义人民阵线。该党实行集体领导。该党是共产党和工人党国际会议的成员。